# Indonésios nativos
Indonésios nativos, pribumi (do sânscrito "primeiros da terra") ou pri é um termo utilizado para descrever indonésios cujas raízes estão no próprio país, em oposição a chineses da Indonésia, árabes da Indonésia, indianos da Indonésia ou indos, coletivamente chamados de "não-pri".
O equivalente malaio é malaios nativos ou bumiputra. Formam cerca de 95% da população do país.